# Paranomus sceptrum-gustavianus
Paranomus sceptrum-gustavianus är en tvåhjärtbladig växtart som först beskrevs av Anders Sparrman, och fick sitt nu gällande namn av Hylander. Paranomus sceptrum-gustavianus ingår i släktet Paranomus och familjen Proteaceae. Inga underarter finns listade i Catalogue of Life.